# Trixagus algiricus
Trixagus algiricus là một loài bọ cánh cứng trong họ Throscidae. Loài này được de Bonvouloir miêu tả khoa học năm 1862.